# Liste der Stolpersteine im Stuttgarter Stadtbezirk Degerloch
Die Liste der Stolpersteine im Stuttgarter Stadtbezirk Degerloch führt die vom Künstler Gunter Demnig im Stuttgarter Stadtbezirk Degerloch verlegten Stolpersteine auf.
Mit diesen Gedenksteinen soll Opfern des Nationalsozialismus gedacht werden, die in Degerloch lebten und wirkten. Die ersten Stolpersteine wurden hier im September 2005 verlegt, der bislang letzte im Juli 2020, insgesamt liegen in diesem Stadtbezirk
28 Stolpersteine
an 16 Standorten, die in nachfolgender Tabelle aufgeführt sind.

## Stolpersteine in Degerloch
Zusammengefasste Adressen zeigen an, dass mehrere Stolpersteine an einem Ort verlegt wurden. Die Tabelle ist teilweise sortierbar; die Grundsortierung erfolgt alphabetisch nach der Adresse. Die Spalte „Inschrift“ wird nach dem Namen der Person alphabetisch sortiert.
| Bild | Inschrift | Adresse                             | Verlege- datum | Information                                             |
| ---- | --- | ----------------------------------- | -------------- | ------------------------------------------------------- |
|      | Hier wohnte Maria Lemmé Geb. Schwarzkopf Jg. 1880 deportiert 1942 tot in Theresienstadt                                                                   | Ahornstraße 52 Stolperstein         | 29. Apr. 2006  | Maria Lemmé                                             |
|      | Hier wohnte Gertrud Lutz Geb. Schlotterbeck Jg. 1910 im Widerstand verhaftet 10.6.1944 hingerichtet 30.11.1944 Dachau                                     | Auf dem Haigst 6 Stolperstein       | 5. Okt. 2009   | Gertrud Lutz Eine ausführliche Biographie: Gertrud Lutz |
|      | Hier wohnte Anna Karpeles Geb. Hesslein Jg. 1884 deportiert 1942 tot in Theresienstadt                                                                    | Elsaweg 33 Stolperstein             | 29. Apr. 2006  | Anna und Dr. Sigmund Karpeles                           |
|      | Hier wohnte Dr. Sigmund Karpeles Jg. 1876 deportiert 1942 Theresienstadt ermordet in Auschwitz                                                            | Elsaweg 33 Stolperstein             | 29. Apr. 2006  | Anna und Dr. Sigmund Karpeles                           |
|      | Hier wohnte Robert Harburger Jg. 1914 deportiert 1943 ermordet in Auschwitz                                                                               | Entringer Straße 39 Stolperstein    | 15. März 2008  | Robert Harburger                                        |
|      | Hier wohnte Alice Vogel Geb. Kahn Jg. 1879 deportiert 1942 Izbica ermordet                                                                                | Felix-Dahn-Straße 73 Stolperstein   | 15. März 2008  | Alice und Richard Vogel                                 |
|      | Hier wohnte Richard Vogel Jg. 1881 deportiert 1942 Izbica ermordet                                                                                        | Felix-Dahn-Straße 73 Stolperstein   | 15. März 2008  | Alice und Richard Vogel                                 |
|      | Hier wohnte Julie Weil Geb. Gutmann Jg. 1882 deportiert 1942 ermordet in Izbica                                                                           | Fideliostraße 15 Stolperstein       | 29. Apr. 2006  | Julie Weil                                              |
|      | Hier wohnte Gustav Friedrich Scheerer Jg. 1893 eingewiesen 11.12.1936 Heilanstalt Zwiefalten 'verlegt’ 23.8.1940 Grafeneck ermordet 23.8.1940 'Aktion T4' | Große Falterstraße 13 Stolperstein  | 15. Nov. 2018  | Gustav Scheerer                                         |
|      | Hier wohnte Karl Schrack Jg. 1895 eingewiesen 1929 'Heilanstalt’ Winnental ermordet 11.6.1940 Grafeneck Aktion T4                                         | Jahnstraße 1 Stolperstein           | 11. Apr. 2011  | Karl Schrack                                            |
|      | Hier wohnte Berta Frank Geb. Weissenburger Jg. 1873 deportiert 1942 ermordet 1943 in Theresienstadt                                                       | Königsträßle 34 Stolperstein        | 15. März 2008  | Berta und Dr. Stefan Salomon Frank                      |
|      | Hier wohnte Stefan Salomon Frank Jg. 1866 deportiert 1942 ermordet 1943 in Theresienstadt                                                                 | Königsträßle 34 Stolperstein        | 15. März 2008  | Berta und Dr. Stefan Salomon Frank                      |
|      | Hier wohnte Luise Mehmke Jg. 1886 eingewiesen 1918 Heilanstalt Weinsberg 'verlegt' 6.4.1940 Grafeneck ermordet 6.4.1940 'Aktion T4'                       | Löwenstraße 102 Stolperstein        | 9. Juli 2020   | Luise Mehmke                                            |
|      | Hier wohnte Marie Justitz Geb. Wertheimer Jg. 1896 deportiert 1941 Riga erschossen 26.3.1942                                                              | Meistersingerstraße 21 Stolperstein | 23. Sep. 2005  | Familie Justitz                                         |
|      | Hier wohnte Hilde Justitz Jg. 1921 deportiert 1941 Riga erschossen 26.3.1942                                                                              | Meistersingerstraße 21 Stolperstein | 23. Sep. 2005  | Familie Justitz                                         |
|      | Hier wohnte Otto Justitz Jg. 1880 deportiert 1941 Riga erschossen 26.3.1942                                                                               | Meistersingerstraße 21 Stolperstein | 23. Sep. 2005  | Familie Justitz                                         |
|      | Hier wohnte Willi Justitz Jg. 1922 deportiert 1941 Riga erschossen 26.3.1942                                                                              | Meistersingerstraße 21 Stolperstein | 23. Sep. 2005  | Familie Justitz                                         |
|      | HIER WOHNTE REINHOLD BÜRKLE JG. 1915 DESERTIERT 22.8.1941 VERHAFTET 27.8.1941 ARRESTHAUS ULM ERSCHOSSEN 18.2.1942                                         | Reginenstraße 18 (Lage)             | 17. Sep. 2012  | Reinhold Bürkle                                         |
|      | Hier wohnte Benjamin David Jg. 1936 tot 12.11.1938 | Reutlinger Straße 73 Stolperstein   | 15. März 2008  | Familie David                                           |
|      | Hier wohnte Felix David Jg. 1909 Flucht in den Tod 12.11.1938                                                                                             | Reutlinger Straße 73 Stolperstein   | 15. März 2008  | Familie David                                           |
|      | Hier wohnte Gideon David Jg. 1938 tot 12.11.1938 | Reutlinger Straße 73 Stolperstein   | 15. März 2008  | Familie David                                           |
|      | Hier wohnte Ruth David Geb. Rosenzweig Jg. 1911 Flucht in den Tod 12.11.1938                                                                              | Reutlinger Straße 73 Stolperstein   | 15. März 2008  | Familie David                                           |
|      | Hier wohnte Rosa Rosen geb. Honig Jg. 1870 deportiert 1942 Theresienstadt ermordet 1942 in Treblinka                                                      | Reutlinger Straße 73 Stolperstein   | 15. März 2008  | Familie David                                           |
|      | Hier wohnte Johannes Schwarz Jg. 1888 im Widerstand verhaftet 1935 'Vorbereitung zum Hochverrat' mehrere Haftanstalten ermordet 12.2.1940 Mauthausen      | Rubensstraße 5 Stolperstein         | 14. Apr. 2013  | Johannes Schwarz                                        |
|      | Hier wohnte Dr. Ella Kessler-Reis Geb. Reis Jg. 1899 deportiert 1942 Theresienstadt ermordet in Auschwitz                                                 | Waldstraße 4 Stolperstein           | 29. Apr. 2006  | Ella Kessler-Reis                                       |
|      | Hier wohnte Auguste Stern Geb. Lindauer Jg. 1883 deportiert 1942 Izbica ermordet                                                                          | Weidachstraße 16 Stolperstein       | 15. März 2008  | Auguste, Edith und Heinrich Stern                       |
|      | Hier wohnte Edith Stern Jg. 1913 eingewiesen 1926 'Heilanstalt' Bendorf-Sayn deportiert 1942 in Izbica ermordet                                           | Weidachstraße 16 Stolperstein       | 15. März 2008  | Auguste, Edith und Heinrich Stern                       |
|      | Hier wohnte Heinrich Stern Jg. 1879 deportiert 1941 ermordet in Riga                                                                                      | Weidachstraße 16 Stolperstein       | 15. März 2008  | Auguste, Edith und Heinrich Stern                       |